# Vittoria Bogo Deledda
Vittoria Francesca Maria Bogo Deledda (Posada, 1º gennaio 1967 – Budoni, 17 marzo 2020) è stata una politica italiana, senatrice della XVIII legislatura per il Movimento 5 Stelle.

## Biografia
Dopo la maturità presso il liceo scientifico "Enrico Fermi" di Nuoro, conseguì due lauree, in sociologia e scienze politiche,  presso l'Università La Sapienza di Roma.
Nel 1992 venne assunta dall'amministrazione comunale di Budoni quale responsabile dei Servizi Sociali, Cultura e Turismo.
È deceduta il 17 marzo 2020, all'età di 53 anni, per un tumore.

### Elezione a senatore
Fu eletta senatrice del Movimento 5 Stelle nella XVIII legislatura alle elezioni politiche del 4 marzo 2018, nel collegio uninominale Sardegna - 03 (Sassari-Olbia). Con 103.823 preferenze, risultò essere la candidata eletta con più voti in tutta la Sardegna.